# C.V. Jørgensen - skygger og skønhed
C.V. Jørgensen - skygger og skønhed er en musikfilm fra 2006 instrueret af Jens Folmer Jepsen. Filmen er blevet til med medvirken af journalist Mads Kastrup og indeholder udover interviews m.v. med sangeren og sangskriveren C.V. Jørgensen tillige en række private optagelser fra dennes barndom, ungdom og karrierens tidlige år.
Filmens titel er inspireret af C.V. Jørgensen sang "Skygger af skønhed" udgivet på albummet Sjælland

## Handling
Portræt af musikeren C. V. Jørgensen gennem samtaler, musik og interview.